# 1408 (film)
1408 är en amerikansk skräckfilm från 2007 i regi av Mikael Håfström. Filmen är baserad på novellen med samma namn av Stephen King. I huvudrollerna ses John Cusack och Samuel L. Jackson.

## Handling
Mike Enslin (John Cusack) är en känd amerikansk författare, som skriver om sina upplevelser då han har besökt hemsökta hus, framför allt hotell. En dag får Mike, från en anonym avsändare, ett vykort med en bild på ”Dolphin Hotel”, med texten ”Don't enter room 1408” skrivet på baksidan. Mike kontaktar hotellet och försöker boka rum 1408, men nekas. Efter juridiska påtryckningar lyckas Mike, mot hotellägarens vilja, boka rum 1408. Hotellägaren Gerald Olin (Samuel L. Jackson) förklarar för Mike att det har skett hela 56 dödsfall i rum 1408, och att ingen har klarat att hålla sig vid liv i mer än en timme. Mike låter sig inte stoppas av detta, utan checkar in och går in i rummet.
Allt ser lugnt ut när han anländer till rummet, men snart börjar mystiska saker hända. Det börjar med en tavla som hänger snett och avrivet toapapper. Sen börjar riktigt skrämmande saker att hända. Radioklockan börjar räkna ner från 60 minuter och han kommer ihåg vad Olin sa, "Ingen har överlevt i mer än en timme". Han märker snart att han är helt instängd i rum 1408 och ingen kan hjälpa honom ut. Han försöker först ta sig ut genom dörren, men handtagen lossnar och nyckeln dras in i dörren, sedan igenom lufttrumman bara för att mötas av Kevin O'Mallys (Paul Kasey) (den första personen som avled i rummet) lik, och sedan genom fönstret, för att ta sig in i rummet bredvid. Då märker han att hela husfasaden är fönsterlös, endast rum 1408:s fönster är kvar. När han kastar sig in genom fönstret igen ser han på brandkartan på dörren att det endast finns ett rum. Han tittar ut genom kikhålet i dörren, och allt han ser är en solid tegelvägg. Till slut får han hallucinationer och ser bland annat sin döda dotter Katie (Jasmine Jessica Anthony) och sin pappa (Len Cariou). Allt detta blir inspelat på hans handbandspelare.

## Två versioner
Filmen finns i två versioner där sluten är olika.

### Bioversionen
Bioversionen slutar med att Mike beslutar sig för att ta med sig rummet in i döden. Han bestämmer sig för att bränna upp rummet och brandmännen kan komma in och de räddar honom. Hans ex-fru är med honom i ambulansen och på sjukhuset. Han försöker berätta för henne vad som hänt men hon tror honom inte. Det slutar med att handbandspelaren spelar upp den döda dotterns röst och ex-frun förstår att han talat sanning.

### Filmversionen
Filmversionen slutar också med att Mike beslutar sig för att ta rummet med sig in i döden. Han bränner upp rummet och brandmännen kan komma in, eftersom rummet har dött, men tyvärr är det för sent: Mike är redan död. Filmversionen slutar med Mikes begravning då Olin tar med sig Mikes handbandspelare. Han frågar om Mikes ex-fru vill ha den och andra tillbehörigheter som hittades i det uppbrända rummet. Ex-frun Lily tar inte emot dessa och Olin behåller dem. Då han sätter sig i bilen startar han bandspelaren och lyssnar ett ögonblick. Sedan stänger han av för att köra och kollar i backspegeln. Där, i baksätet ser man Mikes uppbrända ansikte sitta och beskåda Olin. Olin blir rädd och kollar bort, när han tittar igen är ingen där.
Allra sist i filmen ser man Mike stå i det uppbrända rummet, lutad mot en fönsterbräda. Sen hör man dotterns röst ropa på honom och han lämnar fönstret.

## Rollista i urval
- John Cusack - Mike Enslin
- Samuel L. Jackson - Gerald Olin
- Mary McCormack - Lily Enslin
- Jasmine Jessica Anthony - Katie Enslin
- Tony Shalhoub - Sam Farrell
- Len Cariou - Mikes pappa
- Paul Kasey - Kevin O'Malley